# Semnadtsat mgnovenij vesny
Semnadtsat mgnovenij vesny (russisk: Семнадцать мгновений весны) er en sovjetisk tv-serie fra 1973 instrueret af Tatjana Lioznova.

## Medvirkende
- Vjatjeslav Tikhonov — Max Otto von Stierlitz
- Jevgenij Jevstignejev — Pleischner
- Lev Durov — Klaus
- Svetlana Svetlitjnaya — Gabi Nabel
- Nikolaj Volkov — Erwin Kinn